# Cangas de Onís
Cangas de Onís (em castelhano) ou Cangues d'Onís (em asturiano) é um concelho (município) da Espanha na província e Principado das Astúrias. Tem 213,24 km² de área e em 2019 tinha 6 163 habitantes (densidade: 28,9 hab./km²).

## Demografia
| Variação demográfica do município entre 1991 e 2004 | Variação demográfica do município entre 1991 e 2004 | Variação demográfica do município entre 1991 e 2004 | Variação demográfica do município entre 1991 e 2004 |
| --------------------------------------------------- | --------------------------------------------------- | --------------------------------------------------- | --------------------------------------------------- |
| 1991                                                | 1996                                                | 2001                                                | 2004                                                |
| 6404                                                | 6285                                                | 6068                                                | 6494                                                |

## Património
- Mosteiro de São Pedro de Villanueva